# Cordylus
Cordylus là một chi thằn lằn cỡ nhỏ và trung bình trong họ Cordylidae phân bố ở châu Phi, chúng là loài sinh vật sống về ban ngày. Nhiều loài thằn lằn trong chi này sống trong cùng một nhóm với một con đực bảo vệ lãnh thổ.

## Các loài
Hiện hành, chi thằn lằn này gồm các loài sau đây:
- Cordylus angolensis (Bocage, 1895)
- Cordylus aridus Mouton & van Wyk, 1994
- Cordylus beraduccii Broadley & Branch, 2002
- Cordylus cloetei Mouton & van Wyk, 1994
- Cordylus cordylus (Linnaeus, 1758)
- Cordylus imkeae Mouton & van Wyk, 1994
- Cordylus jonesii (Boulenger, 1891)
- Cordylus machadoi Laurent, 1964
- Cordylus macropholis (Boulenger, 1910)
- Cordylus marunguensis Greenbaum et al., 2012
- Cordylus mclachlani Mouton, 1986
- Cordylus meculae Branch, Rödel & Marais, 2005
- Cordylus minor V. FitzSimons, 1943
- Cordylus namakuiyus Stanley, Ceriaco, Bandeira, Valerio, Bates, & Branch, 2016
- Cordylus niger Cuvier, 1829
- Cordylus nyikae Broadley & Mouton, 2000
- Cordylus oelofseni Mouton & van Wyk, 1990
- Cordylus rhodesianus (Hewitt, 1933)
- Cordylus rivae (Boulenger, 1896)
- Cordylus tropidosternum (Cope, 1869)
- Cordylus ukingensis (Loveridge, 1932)
- Cordylus vittifer (Reichenow, 1887)